# Хохловское сельское поселение (Смоленская область)
Хохловское сельское поселение — муниципальное образование в составе Смоленского района Смоленской области России. Административный центр — деревня Хохлово.
Образовано 2 декабря 2004 года. Главой поселения и Главой администрации является Поляков Александр Сергеевич.

## Географические данные
- Общая площадь: 139,5 км²
- Расположение: юго-западная часть Смоленского района
- Граничит:
  - на севере — Михновским сельским поселением
  - на северо-востоке — с Пригорским сельским поселением
  - на юго-востоке — с Пионерским сельским поселением
  - на юго-западе и западе — с Краснинским районом
- По территории поселения проходят автомобильные дороги Р135 (Смоленск — Красный — Гусино) и Смоленск — Монастырщина.
- Крупные реки: Уфинья.

## Население
| 2011  | 2012  | 2013  | 2014  | 2015  | 2016  | 2017  |
| ----- | ----- | ----- | ----- | ----- | ----- | ----- |
| 1497  | ↗1609 | ↗1692 | ↗1752 | ↘1703 | ↗1714 | ↗1750 |
| 2018  | 2019  | 2020  | 2021  |       |       |       |
| ↗1768 | ↘1765 | ↘1760 | ↘1713 |       |       |       |

## Населённые пункты
В сельское поселение входят 18 населённых пунктов:
| №  | Населённый пункт | Тип     | Население (чел.) |
| -- | ---------------- | ------- | ---------------- |
| 1  | Вербилово        | деревня | 6                |
| 2  | Верхнее Уфинье   | деревня | 13               |
| 3  | Гмыри            | деревня | 5                |
| 4  | Жаковка          | деревня | 1                |
| 5  | Зубовщина        | деревня | 124              |
| 6  | Корытня          | деревня | 53               |
| 7  | Кушлянщина       | деревня | 23               |
| 8  | Лоево            | деревня | 12               |
| 9  | Лубня            | деревня | 559              |
| 10 | Марьино          | деревня | 0                |
| 11 | Новоселье        | деревня | 0                |
| 12 | Перховичи        | деревня | 2                |
| 13 | Подклетное       | деревня | 1                |
| 14 | Радкевщина       | деревня | 29               |
| 15 | Рязаново         | деревня | 23               |
| 16 | Софьино          | деревня | 21               |
| 17 | Тягловщина       | деревня | 2                |
| 18 | Хохлово          | деревня | 628              |

## Археология
А. Н. Лявданский в 1920-х годах изучал курганный могильник и городище на северной окраине деревни Кушлянщина на правом берегу реки Мошны. В 1984 году Е. А. Шмидтом была проведена паспортизация курганного могильника, городища у деревни Кушлянщина. В 1986—1988 годах курганный могильник у деревни Кушлянщина изучался С. С. Ширинским. Им было раскопано 11 курганов, 8 из которых содержали погребения совершенные по обряду трупосожжения, 2 кургана содержали остатки трёх захоронений, совершённых по обряду трупоположения.